# جوهر (فيزياء)
في الفيزياء، الجوهر هو شكل افتراضي للطاقة المظلمة، وبشكل أكثر دقة حقل عددي، يُفترض أنه تفسير لملاحظة معدل تسارع توسع الكون. تم اقتراح المثال الأول لهذا السيناريو من قبل راترا وبيبلز (1988). تم توسيع المفهوم ليشمل أنواعًا أكثر عمومية من الطاقة المظلمة المتغيرة بمرور الوقت وتم تقديم مصطلح «جوهر» لأول مرة في ورقة بحثية عام 1998 بواسطة روبرت كالدويل وراهول ديف وبول شتاينهاردت. تم اقتراحه من قبل بعض الفيزيائيين ليكون القوة الأساسية الخامسة. يختلف الجوهر عن التفسير الكوني الثابت للطاقة المظلمة من حيث أنه ديناميكي. أي أنه يتغير بمرور الوقت، على عكس الثابت الكوني الذي، بحكم التعريف، لا يتغير. يمكن أن يكون الجوهر جذابًا أو مثيرًا للتنافر اعتمادًا على نسبة طاقته الحركية وطاقته الكامنة. يعتقد أولئك الذين يعملون مع هذه الفرضية أن الجوهر أصبح مثيرًا للتنافر منذ حوالي عشرة مليارات سنة، أي حوالي 3.5 مليار سنة بعد الانفجار العظيم.